# لاورنس کراوس
لاورنس کراوس با نام اصلی لاورنس ماکسول کراوس (به انگلیسی: Lawrence Maxwell Krauss) (زاده ۲۷ می ۱۹۵۴) فیزیکدان کانادایی-آمریکایی است که در شاخه فیزیک نظری فعالیت می‌کند. او استاد فیزیک در مدرسه تحقیقات زمین و فضا است و در دانشگاه آریزونا نیز مدیر پروژه است. او مؤلف چندین کتاب است که همگی جز پرفروش‌ترین‌ها بوده‌اند. از معروف‌ترین کتاب‌های او «هستی (گیتی) از هیچ چیز» است.

## زندگی‌نامه
کراوس در نیویورک متولد شد و تقریباً بلافاصله همراه خانواده‌اش به کانادا مهاجرت کرد. دوران کودکی را در تورنتو گذراند. در ۱۹ ژانویه ۱۹۸۰ با کاترین کلی ازدواج کرد. کاترین از بومیان ایالت نوا اسکوشیا است. در ۲۳ نوامبر ۱۹۸۴ آن‌ها صاحب دختری به نام لیلی شدند. کراوس و کلی در سال ۲۰۱۰ از هم جدا شدند. کراوس تحصیلات خود را ادامه داد و در رشته فیزیک و ریاضی در سال ۱۹۷۷ فارغ‌التحصیل شد. در سال ۱۹۸۲ به درجه دکترای فیزیک از مؤسسه فناوری ماساچوست نائل و در اوت ۲۰۰۸ به دانشگاه آریزونا ملحق شد.

او چندین حضور در شبکه‌های تلویزیونی داشته و همچنین برای نیویورک تایمز مقاله نوشته و مخالفتش با نظریه طراحی هوشمند برایش معروفیت به همراه آورده‌است. او هم‌اکنون با مؤسسه دانشمندان و مهندسان آمریکا در سمت مشاور فعالیت دارد. کراوس در نوامبر ۲۰۰۶ و اکتبر ۲۰۰۸ در سمپوزیوم فراتر از ایمان حضور داشت و جز سخنرانان نیز بود. او همچنین در کمپین انتخاباتی باراک اوباما در سال ۲۰۰۸ فعالیت داشت. در سال ۲۰۱۰ به عضویت هیئت مدیره فدراسیون دانشمندان آمریکا درآمد.
کراوس یکی از منتقدان نظریه ریسمانها است. این موضوع را به تفصیل در کتاب ''پنهان شدن در آینه'' که در سال ۲۰۰۵ انتشار یافت، شرح داده‌است. در سال‌های ۲۰۱۱ و ۲۰۱۲ نیز کتابهایی از او منتشر شد.

## فعالیت علمی
بیشتر فعالیت او به فیزیک نظری معطوف می‌شود و مقالات متعددی در این زمینه منتشر کرده‌است. او یکی از اولین فیزیکدانهایی است که در شاخه کیهان‌شناسی فعالیت کرده و ایده‌ای که هم‌اکنون تحت عنوان انرژی تاریک شناخته می‌شود ماحصل فعالیت‌های اوست. او یکی از بنیانگذاران و مدیر پروژه آرجینز است که به بررسی و طرح سوالات اساسی در مورد جهان هستی می‌پردازد و با افراد آکادمیک و صاحب نظری مانند نوآم چامسکی گفتگو داشته‌است.
کراوس استدلال کرده‌است که بحث‌های سیاست عمومی در ایالات متحده باید تمرکز بیشتری بر علم داشته باشد.  او اظهارات بن کارسون نامزد ریاست جمهوری جمهوریخواه در مورد علم را مورد انتقاد قرار داد و نوشت که اظهارات کارسون نشان می‌دهد که او هرگز یاد نگرفته یا تصمیم نمی‌گیرد مفاهیم علمی اساسی و کاملاً آزمایش شده را نادیده بگیرد.

## افتخارات
کراوس یکی از افراد در قید حیاتی است که توسط مجله Scientific American به عنوان نابغه زمان معرفی شده‌اند. او همچنین تنها فیزیکدانی است که از هر سه جامعه فیزیک آمریکا موفق به دریافت جایزه افتخار شده‌است: انجمن فیزیک آمریکا، انجمن مدرسین فیزیک آمریکا و مؤسسه فیزیک آمریکا.

## فیلم
- مستند
  - ناباوران - ۲۰۱۳
- تلویزیون
  - جهان چگونه کار می‌کند - (۲۰۱۰-)